# Vitrail de l'histoire de saint Antoine
Pour des articles plus généraux, voir Vitraux de Chartres et Antoine le Grand.
L’histoire de saint Antoine du désert ou saint Antoine le Grand à Chartres est le vitrail de droite de la première baie du déambulatoire sud de la cathédrale Notre-Dame de Chartres, numéroté 030 dans le Corpus vitrearum. Il partage cette baie avec Notre-Dame de la Belle Verrière, à gauche dans la même baie.
Le vitrail fut offert par la corporation des poissonniers.
La verrière a été exécutée entre 1215 et 1220, elle est contemporaine de la cathédrale actuelle reconstruite après l'incendie de 1194. Elle a été restaurée en 1906 par Gaudin, puis par l'atelier Petit en 1989-1990.
Elle a été classée aux monuments historiques en 1840.

## Composition du vitrail

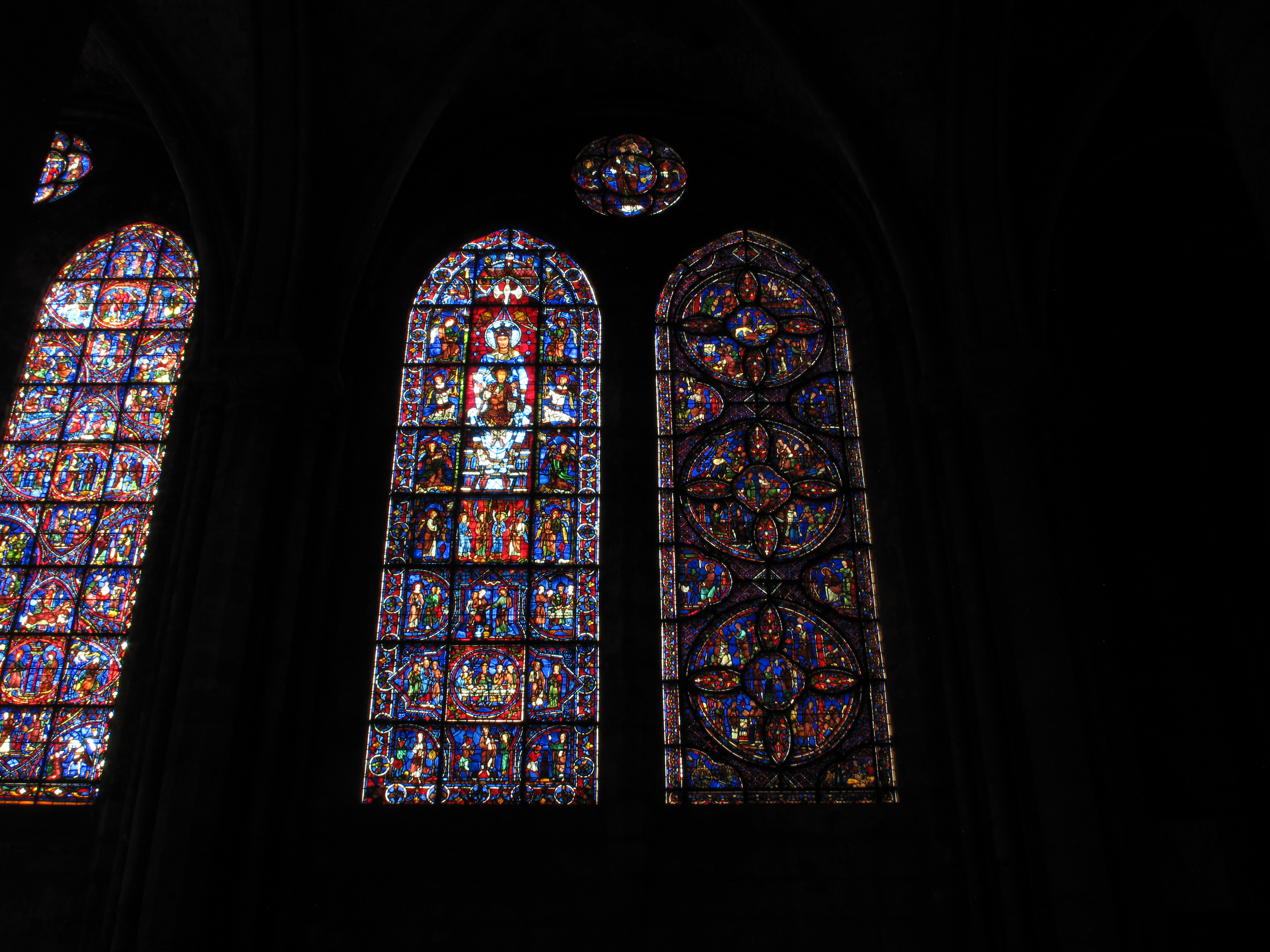
Chartres : entrée du déambulatoire sud.

La baie elle-même, de style gothique primitif, se compose de deux lancettes en arc brisé, surmontées d'un oculus de réseau. Le vitrail de 7,40 × 2,42 m s'inscrit dans la lancette de droite, la lancette de gauche étant occupée par Notre-Dame de la Belle Verrière.
Le vitrail est principalement composé de trois grands cercles. Les cercles sont divisés symétriquement par quatre fuseaux portant un motif floral sur fond rouge, bordés de bleu et de blanc, qui dessinent une croix délimitant quatre panneaux périphériques sur fond bleu ; la croix porte en son cœur un petit panneau quadrilobé, sur fond bleu, bordé de rouge et de blanc. Les grands cercles sont bordés à l'intérieur de la ferrure par une large bande bleue semée de perles rouges et vertes, elle-même bordée de deux filets, blanc et rouge à l'intérieur, rouge et blanc à l'extérieur.
Alternant avec les grands cercles, des demi-quadrilobes latéraux se rattachent à la bordure. Ils portent leur scène sur fond bleu, le quadrilobe étant bordé intérieurement de trois filets rouge, bleu et blanc.
Entre ces éléments, le fond est tapissé d'une mosaïque à résille oblique rouge aux intersections chargées d'une perle blanche, séparant de grands carreaux bleus chargés d'un disque rouge.
La bordure est cloisonnée au niveau des attaches des demi-quadrilobes et des points de tangence des grands cercles. Le fond en est formé de deux larges bandes bleu et rouge séparées par un filet jaune, bordées de deux filets, rouge et blanc à l'intérieur, et bleu et blanc à l'extérieur. Sur les bandes centrales se développe un motif de feuillages en arceaux.

## Thématique
Antoine le Grand, également connu comme Antoine d'Égypte, Antoine l'Ermite, ou encore Antoine du désert, est un ermite considéré comme le fondateur de l'érémitisme chrétien. Sa vie nous est connue par le récit qu'en a fait Athanase d'Alexandrie vers 360, dont le vitrail suit assez fidèlement le récit. C'est ce même récit que reprendra cinquante ans plus tard Jacques de Voragine, vers 1265 dans la Légende dorée.
Les six premiers médaillons illustrent assez fidèlement le récit d'Athanase, qui comporte par ailleurs un nombre impressionnant de récits de miracles. Les quatre panneaux suivants suivent Antoine à travers le récit de la vie de saint Paul de Thèbes, le premier ermite, racontée par saint Jérôme.
Lorsque le vitrail a été créé, le culte de ce saint était pratiquement inexistant. Saint Antoine était surtout connu dans les milieux monastiques, pour l'exemple qu'il donnait d'une vie consacrée aux trois pôles de la vie ascétique que sont « le travail, la prière, et la lecture des Écritures » d'après saint Athanase.
Le vitrail a été offert par la corporation des poissonniers, que l'on retrouve dans les deux quarts de quadrilobe du bas du vitrail.

La représentation-signature des donateurs
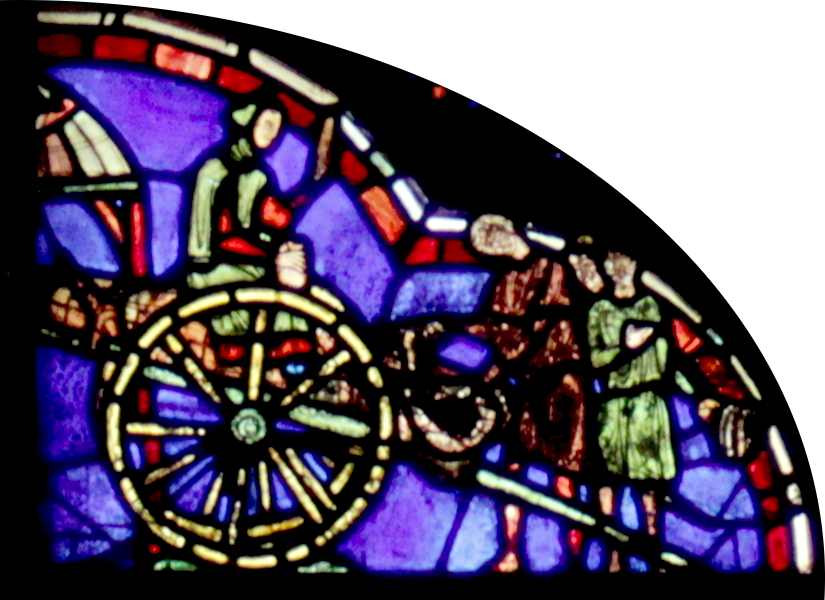
Arrivée de la marée.
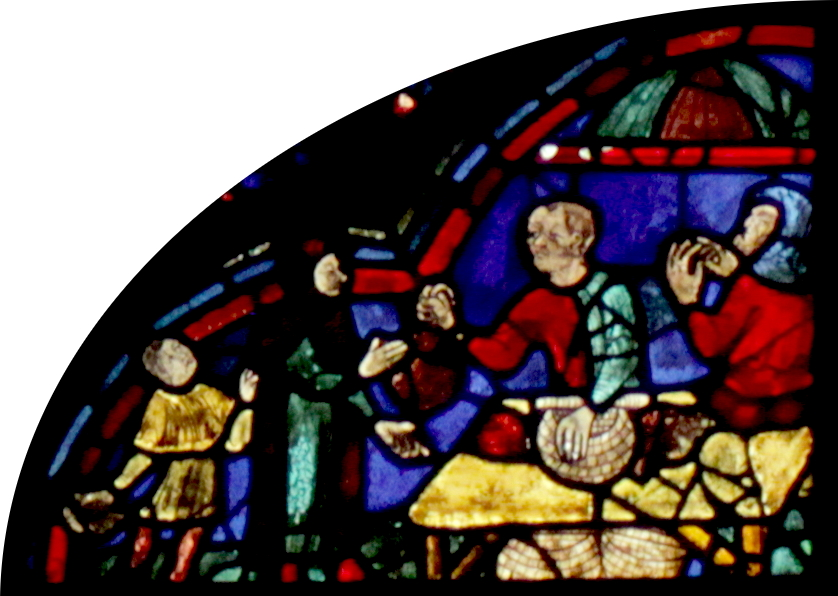
Un couple de poissonniers vend une raie à une femme accompagnée de son enfant.

## Description des panneaux
Le vitrail se lit de bas en haut et de gauche à droite. Il suit assez fidèlement les récits d'Athanase et de Jérôme, résumé ci-dessous.

### La vocation d'Antoine

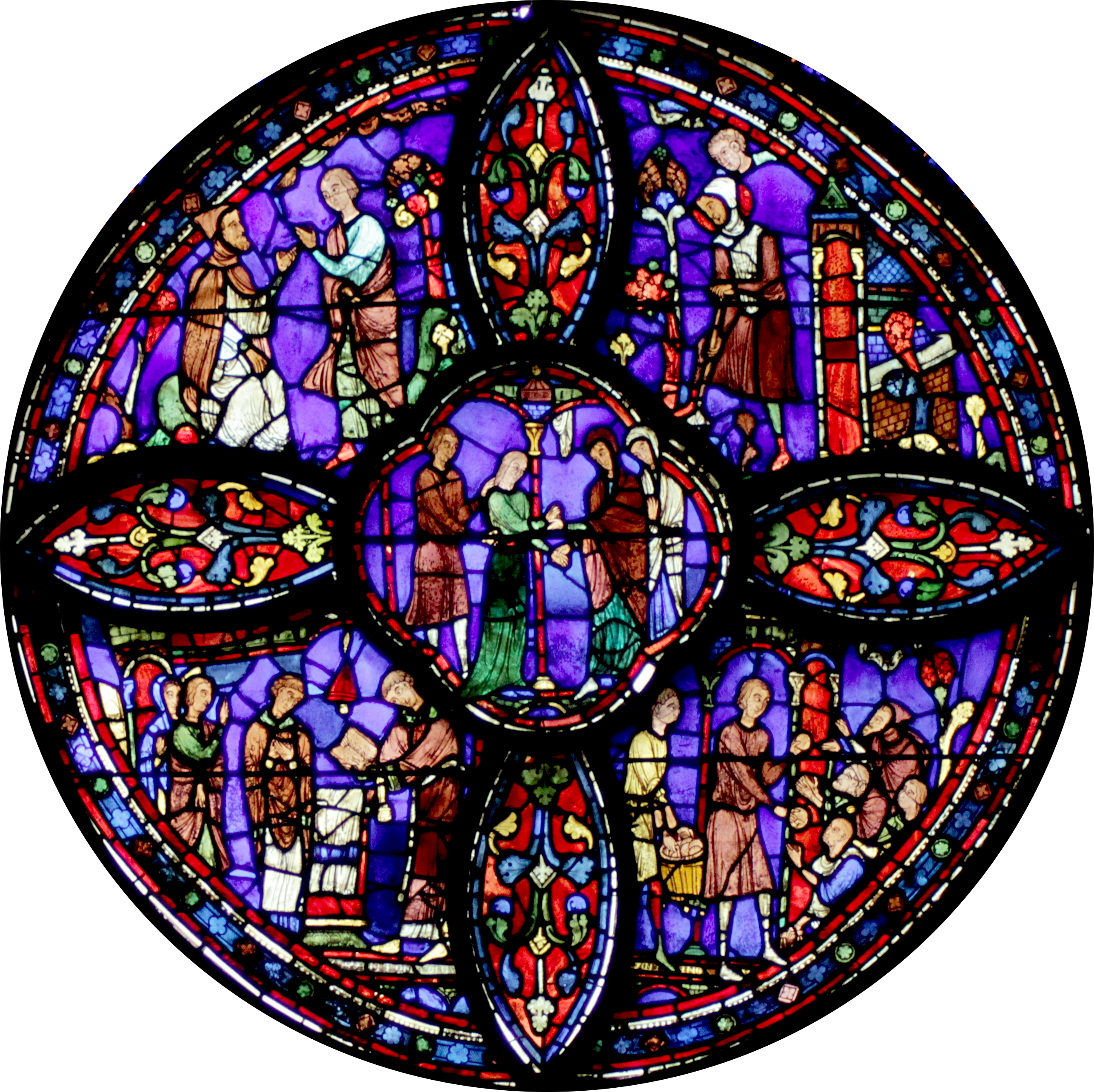

Un jour, il entra dans l’église ; on lisait en ce moment l’Évangile, et il entendit le Seigneur qui disait au riche : « Si tu veux être parfait, va, vends tout ce que tu possèdes et donne-le aux pauvres ; alors viens, suis-moi, et tu auras un trésor dans les cieux. (Mt 19:20—21.) »
- (En bas à gauche) Antoine lève la main en signe d'acceptation, sa sœur est derrière lui.

Toute la fortune que lui avaient laissée ses parents, et qui consistait en trois cents arpents de bonnes terres, il en fit don aux habitants du village, afin que sa sœur et lui fussent débarrassés de toute espèce de soin ; tout le mobilier qui leur appartenait, il le vendit, et après en avoir retiré une somme assez considérable, il la distribua aux pauvres. Étant entré de nouveau dans l’église, il entendit le Seigneur qui disait dans l’Évangile : « Ne vous inquiétez pas du lendemain. (Mt 4:34.) »
- (Bas à droite) Antoine distribue ici du pain aux pauvres. Il est à l'intérieur de sa maison, dont la porte rouge marque la limite.

Il confia sa sœur à des vierges d’une vertu solide et connues pour leur piété, afin qu’elles l’élevassent dans leur chaste demeure.
- (Centre) Les deux vierges à droite sont voilées, tandis que la sœur d'Antoine, encore adolescente, ne l'est pas.

Il y avait alors dans le village voisin un vieillard qui, dès sa jeunesse, avait embrassé la vie solitaire. Antoine alla le voir et rivalisa de vertu avec lui.
- (En haut à gauche) Le nuage brun qui surplombe Antoine se termine par la main de Dieu, le guidant vers l'ermite.

Tout son désir, toute son ardeur, tendait à accomplir parfaitement ses exercices spirituels. Il y joignait le travail des mains, se souvenant de cette parole de l’Apôtre : Que celui qui ne veut point travailler ne mange point (2Th 3:10).
- (en haut à droite) Tournant le dos à la ville, marque de son renoncement, il bêche la terre. La tête qui le surmonte marque peut-être la dualité de son occupation, à la fois exercice physique et exercice spirituel. Antoine porte à présent un nimbe.

### Les tentations

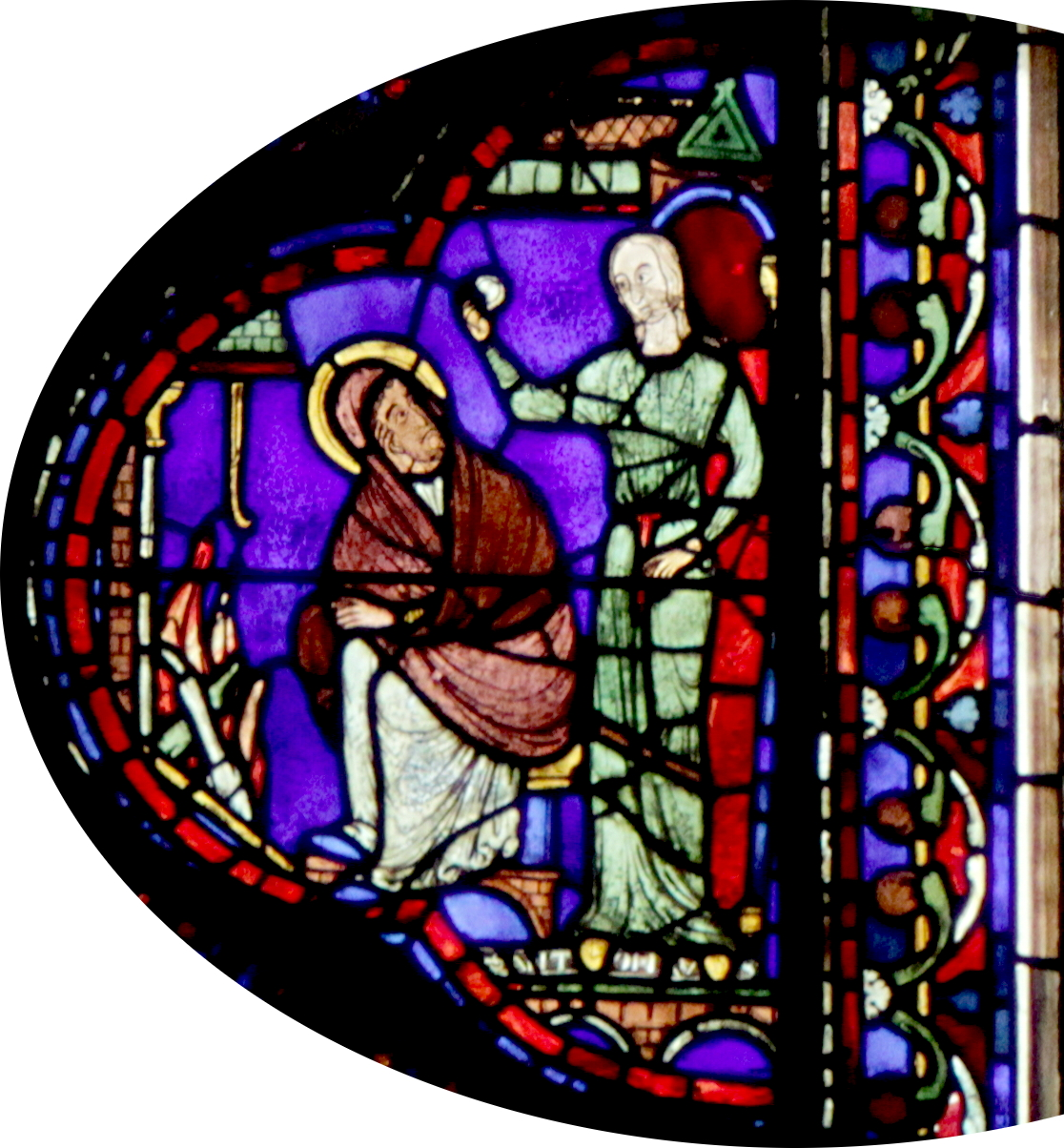
Tentation de la chair.

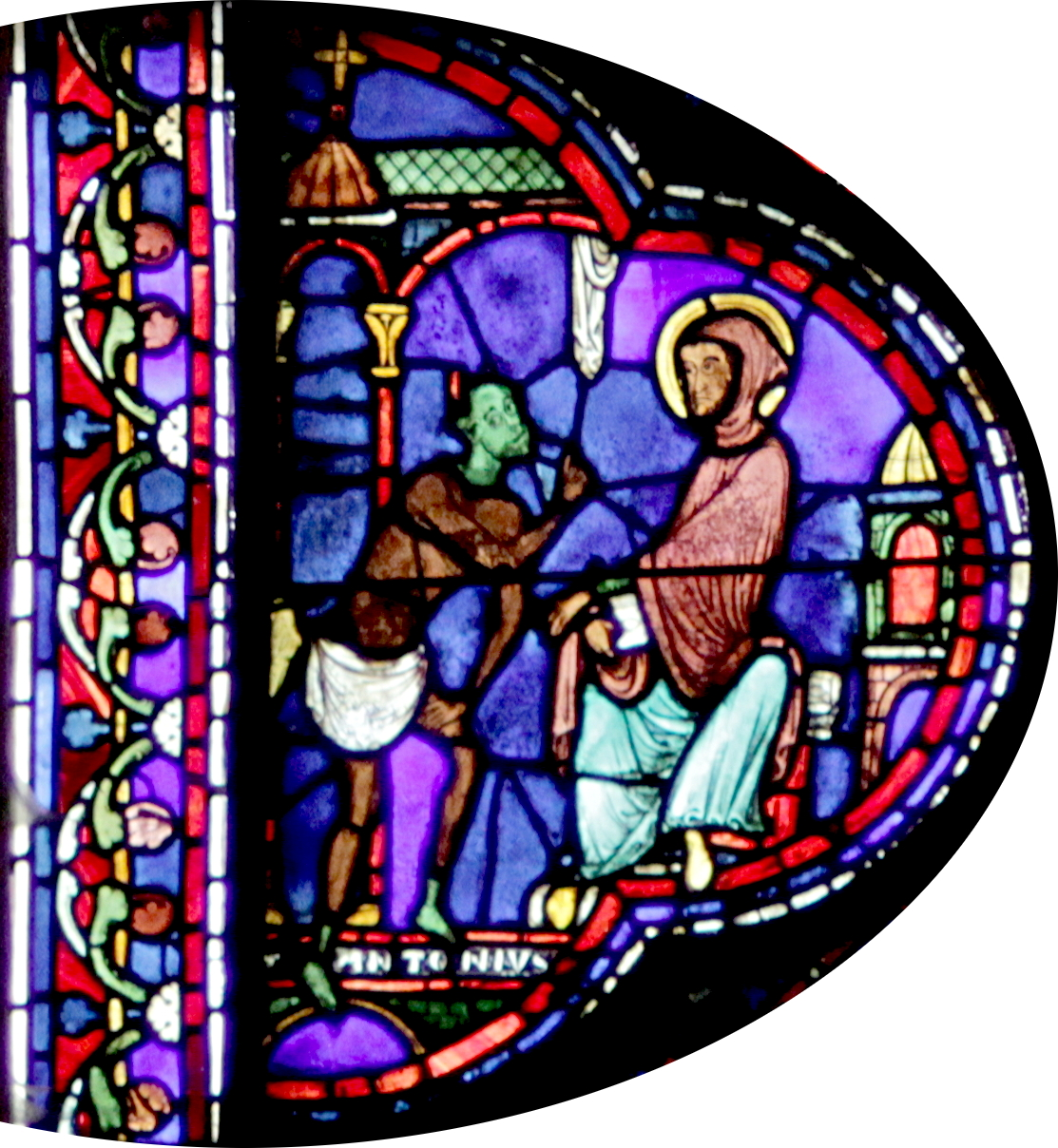
Tentation de la richesse.

Mais la haine du démon, jaloux de tout bien, ne put voir sans dépit une si noble résolution dans ce jeune homme et il employa contre lui ses ruses ordinaires. D’abord il essaya de le détourner des pratiques de la piété, en lui rappelant le souvenir de ses richesses, le soin qu’il devait prendre de sa sœur et les liens qui l’unissaient à sa famille.
- Quadrilobe gauche: La vision d'Antoine le replace dans la demeure qu'il a vendue. Le diable qui le tente est un ange déchu, il porte son aile à la place de la queue.

Se confiant alors dans les armes charnelles et s’en glorifiant (car ce sont les premières embûches qu’il dresse à la jeunesse), il attaque ce jeune homme la nuit ; il le trouble le jour, il le tourmente avec tant de violence qu’on eût cru voir la lutte de deux adversaires. Le démon cherchait-il à lui inspirer des pensées obscènes, Antoine les chassait par la prière ; voulait-il exciter ses désirs, lui, la rougeur sur le front, fortifiait son corps par la foi, la prière et le jeûne ; l’esprit infernal osa même pendant la nuit prendre la ressemblance d’une femme et imiter toutes ses manières pour le séduire.
- Quadrilobe droit : La vision d'Antoine est ici une jeune fille tenant un miroir.

### La lutte dans le tombeau

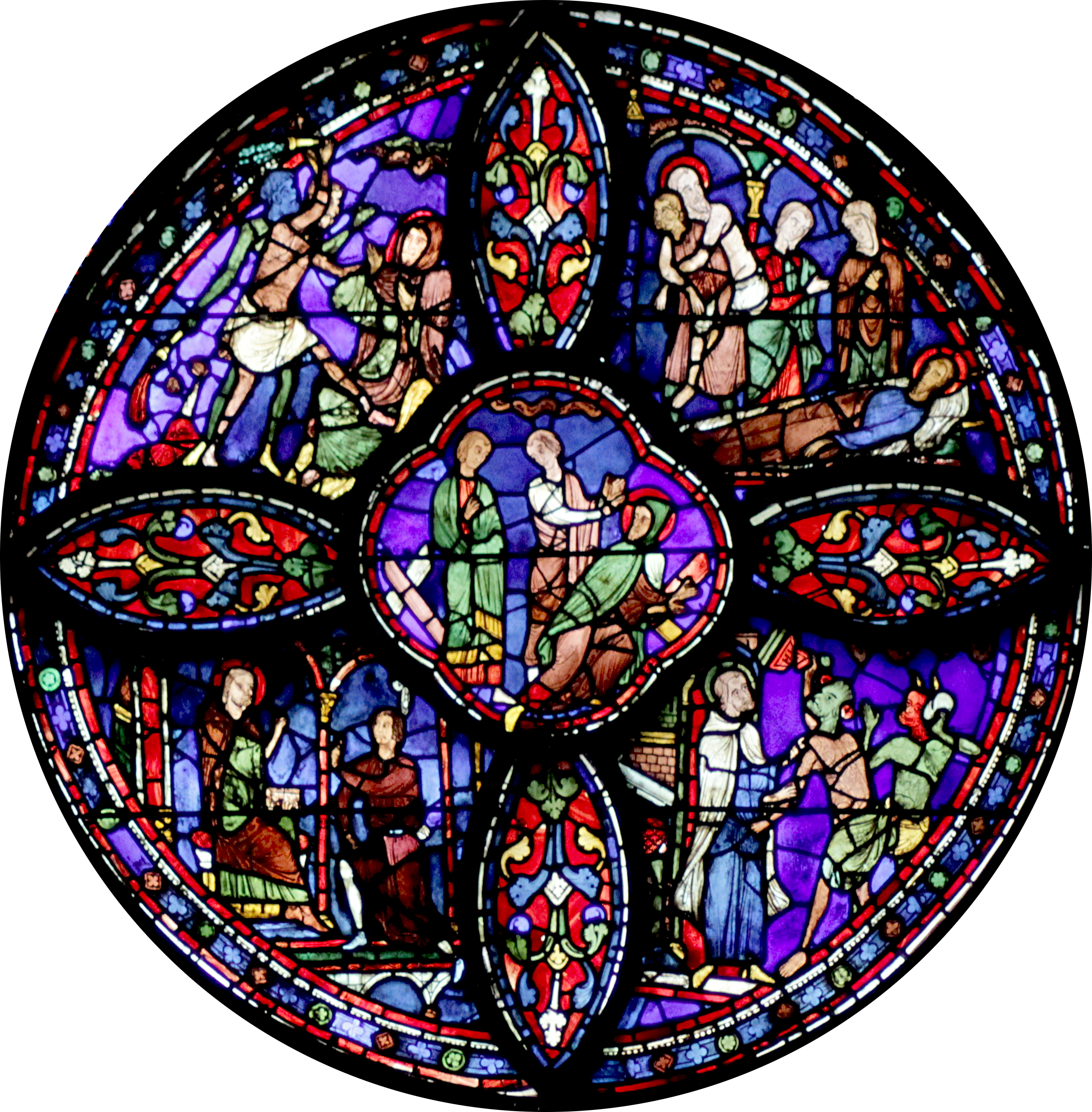

Après s’être formé à cette vie austère, Antoine s’en alla vers des tombeaux situés à peu de distance de son village, et ayant prié un de ses amis de lui apporter du pain au bout de plusieurs jours, il entra dans un de ces tombeaux, et après que son ami eût fermé la porte sur lui, il demeura seul dans l’intérieur.
- (Bas à gauche) Antoine est assis dans son tombeau et transmet les consignes à son ami.

Mais Satan, ne pouvant supporter la détermination d’Antoine et craignant de plus qu’il ne propageât en peu de temps dans le désert la vie monastique, vint une nuit avec une troupe de démons.
- (Bas à droite) Un des démons est armé d'une torche et va mettre le feu à la toiture, l'autre est en train de jeter une pierre sur le bâtiment.

Satan l’accabla de tant de coups que, succombant aux souffrances, le solitaire resta sans voix, étendu par terre. Il assurait qu’il avait souffert des douleurs telles que les coups donnés par les hommes ne peuvent occasionner de si grands supplices.
- (Haut à gauche) Deux démons sont en train de flageller Antoine, qui se protège de ses bras.

Le lendemain arriva son ami, qui lui apportait des pains. Cet homme ayant ouvert la porte, voit Antoine étendu par terre comme mort.
- (Centre) Le vitrail montre plutôt l'arrivée de deux amis, et sans pain. Les poutres de l'ermitage détruit forment deux croix encadrant la scène.

Il le prend sur ses épaules, le porte à l’église du village, et le dépose sur le sol. Un grand nombre de ses parents et les gens du village viennent s’asseoir autour d’Antoine, qui semblait n’être plus qu’un cadavre. Vers le milieu de la nuit, Antoine revint à lui et se réveilla ; comme il vit que tous ceux qui étaient là dormaient, et que son ami veillait seul, il lui fit signe d’approcher, et il le pria de le charger de nouveau sur ses épaules et de le reporter aux tombeaux, sans réveiller personne.
- (Haut à droite) Le médaillon superpose la veillée mortuaire dans le village, et le transport d'Antoine (les yeux ouverts) sur le dos de son ami.

### Visite à Saint Paul

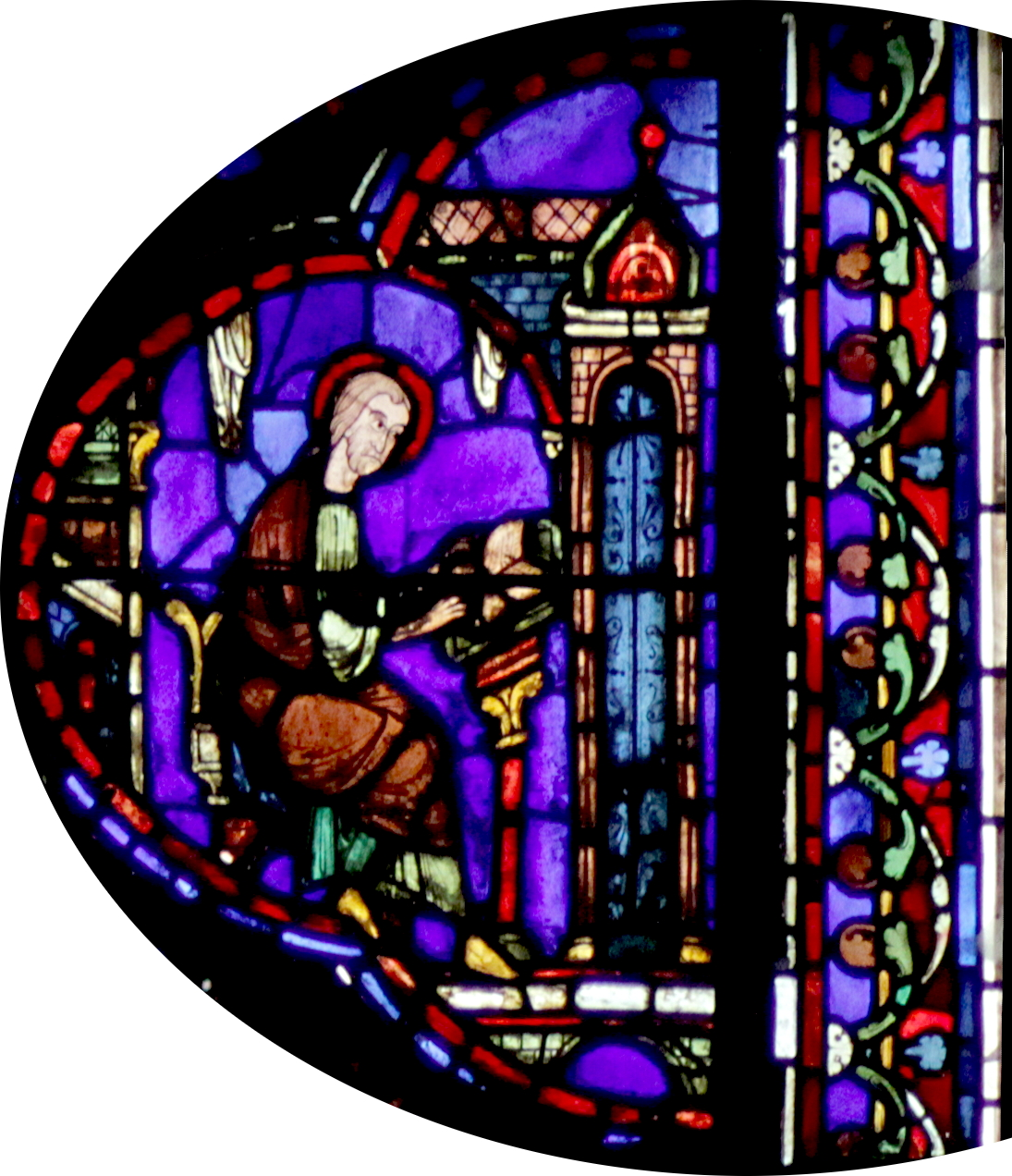
Antoine à l'étude.

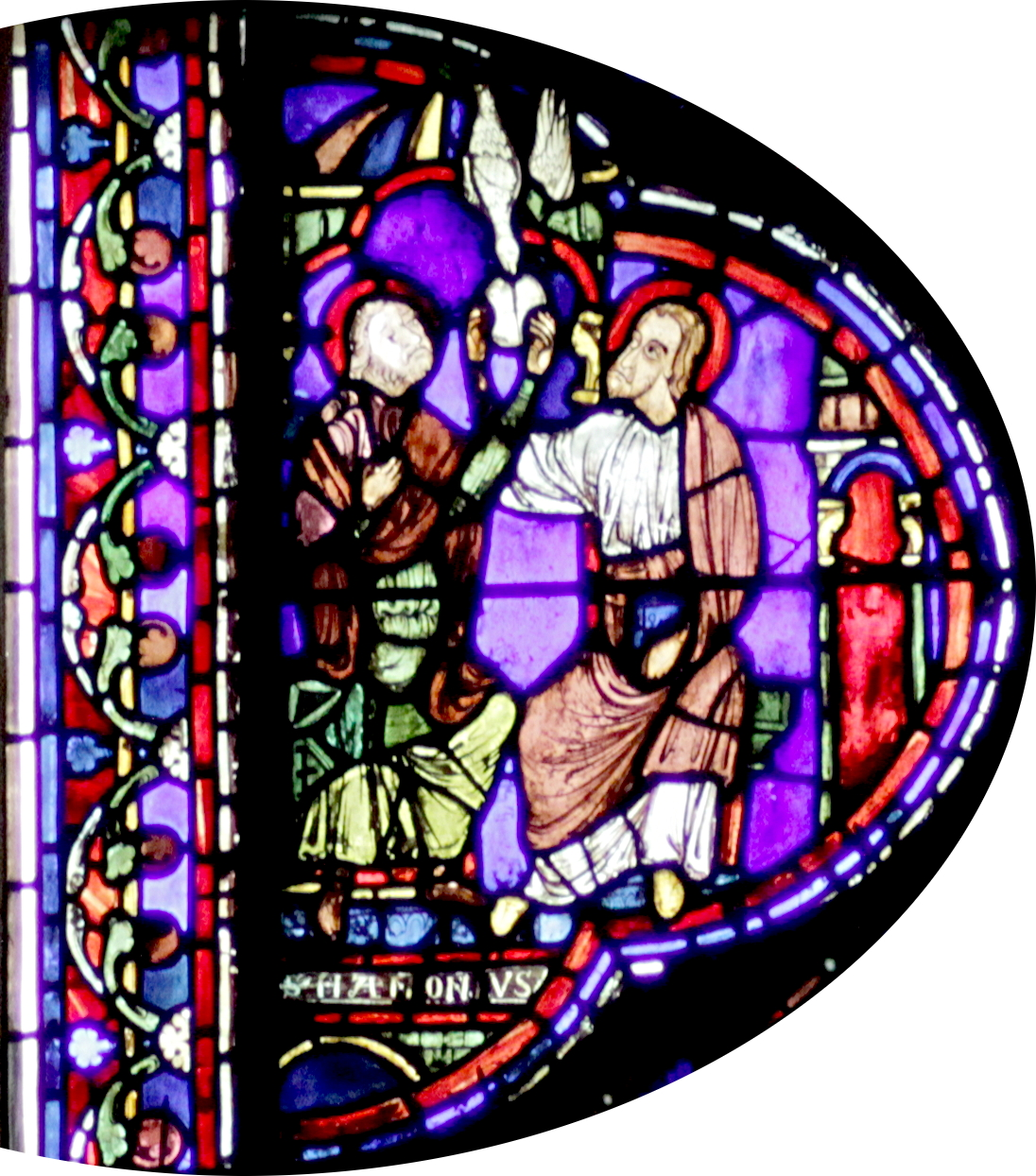
Retraite avec Saint Paul.

Lorsque saint Antoine vint au désert, s’imaginant être le premier ermite, un songe lui apprit qu’un autre ermite, meilleur que lui, avait droit à son hommage. Comme l’heure de midi approchait, un corbeau vint apporter un pain formé de deux parties. Et comme Antoine s’en étonnait, Paul lui dit que Dieu le nourrissait tous les jours de cette façon : il avait seulement doublé la ration, ce jour-là, à cause de la visite d’Antoine.
- Médaillon de gauche : Antoine et Paul reçoivent le pain venu du Ciel. Le « corbeau » est représenté par une colombe blanche, représentation traditionnelle du Saint-Esprit, et le pain est une hostie blanche et ronde. L'ensemble rappelle que « L'homme ne vivra pas de pain seulement, mais de toute parole qui sort de la bouche de Dieu » (Mt 4:4, Dt8;3) et renvoie à l'Eucharistie comme nourriture à la fois matérielle et spirituelle.

Et comme Antoine s’en revenait vers sa cellule, etc.
- Médaillon de droite : on voit ici Antoine à l'étude dans sa cellule. Le médaillon rappelle ce troisième pôle important de la vie monastique, l'étude, avec la prière et le travail.

### Mort de Paul et d'Antoine

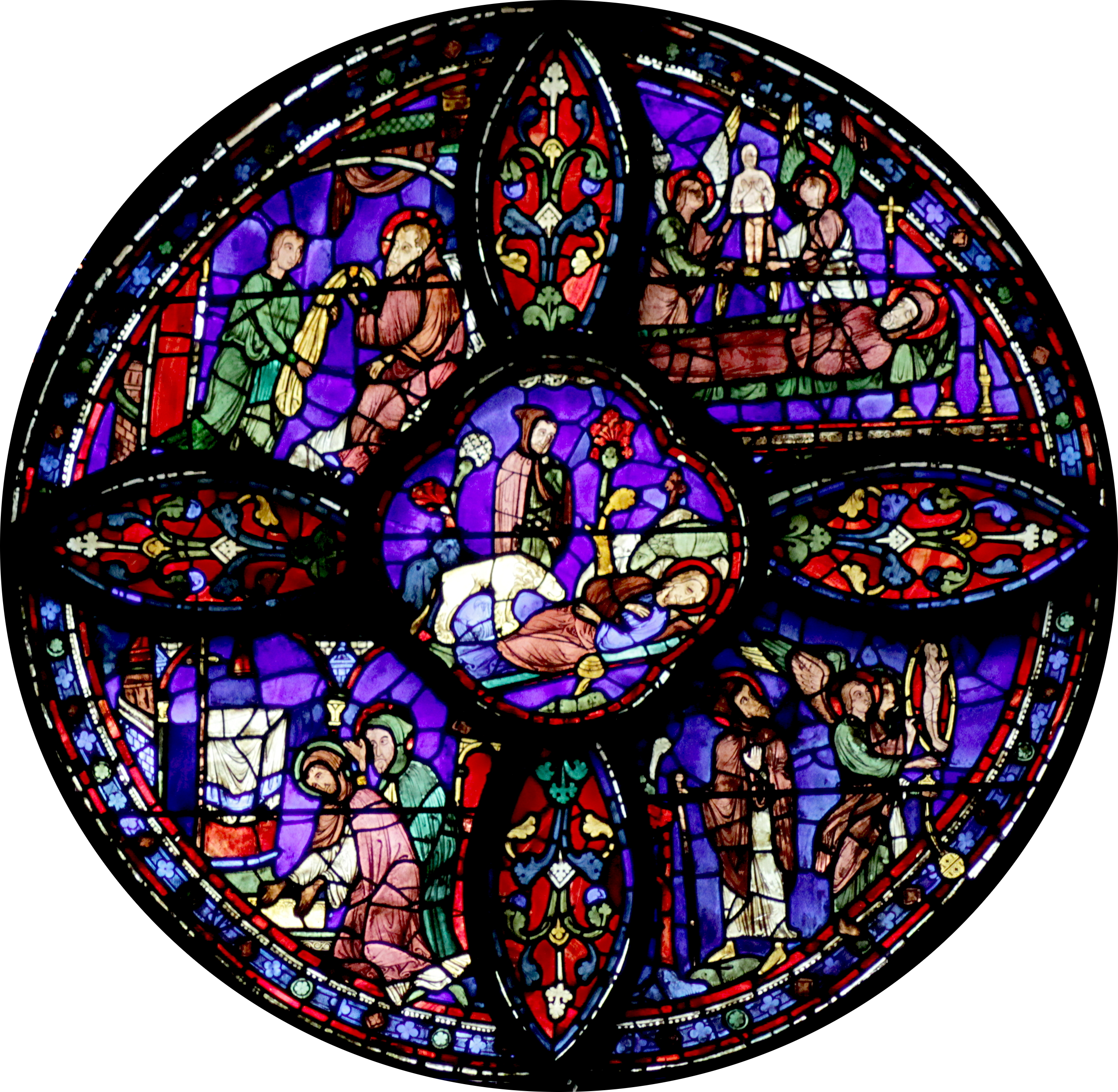

Et comme Antoine s’en revenait vers sa cellule, il vit passer au-dessus de lui deux anges portant l’âme de Paul.
- (Bas à droite) Un des anges tient un encensoir, l'autre porte dans une mandorle rouge bordée de jaune l'âme de Paul, figurée par un petit enfant, car pour le catholicisme la mort d'un saint est sa « naissance au ciel ».

Il retourna aussitôt sur ses pas, et trouva le corps de Paul agenouillé dans l’attitude de la prière, de telle sorte qu’il crut qu’il était vivant. Le saint, cependant, était mort ; et Antoine s’écria : « Ô âme sainte, ce que tu faisais dans la vie, tu en gardes le signe jusque dans la mort ! »
- (Bas à gauche) Les deux personnages sont à genoux en prière, mais les mains de Paul sont tombées à terre et ses yeux sont fermés.

Et pendant qu’il songeait au moyen d’ensevelir Paul, voici qu’arrivèrent deux lions qui creusèrent une fosse, aidèrent à la sépulture, et s’en retournèrent dans leur forêt.
- (Centre) Antoine ne porte curieusement plus son nimbe.

Antoine fait son testament : « Vous partagerez ainsi mes vêtements : vous donnerez à l’évêque Athanase une de mes deux peaux de brebis avec le manteau sur lequel je couchais. Il me l’avait donné neuf, et il est devenu vieux par l’usage que j’en ai fait. Donnez à l’évêque Sérapion mon autre peau de brebis. Pour vous, gardez ma tunique de poil. Adieu ! mes enfants ; Antoine s’en va, et désormais il n’est plus avec vous. »
- Antoine remet le manteau à un disciple, de même qu’Élisée avait repris le manteau d’Élie (2R 2:14).

Après qu’il eut prononcé ces paroles, les deux disciples l’embrassèrent. Antoine leva ses pieds et regardant comme des amis les anges qui venaient à sa rencontre et dont la présence le comblait de joie, il rendit l’esprit et rejoignit ses pères.
- Antoine repose sur son lit de mort, mais le drap vert est un symbole de vie. Deux anges emportent son âme, figurée comme un petit enfant : c'est la « naissance au ciel » d'Antoine.